# توني غرانت (لاعب كرة قدم)
توني غرانت (بالإنجليزية: Tony Grant)‏ (20 أغسطس 1976 في جمهورية أيرلندا - ) هو لاعب كرة قدم أيرلندي في مركز الهجوم. لعب مع بريستون نورث إيند ودرودا يونايتد وغلينافون ونادي بوهيميان ونادي شامروك روفرز.

## وصلات خارجية
- توني غرانت على موقع قاعدة بيانات كرة القدم.إي يو (الإنجليزية)